# CD Trasandino de Los Andes
Der Club Deportivo Trasandino de Los Andes ist ein chilenischer Fußballverein aus Los Andes. Der Verein wurde 1906 gegründet und trägt seine Heimspiele im Estadio Regional de Los Andes aus, das bis zu 2800 Zuschauern Platz bietet. Trasandino de Los Andes spielt derzeit in der Segunda División Profesional, der dritthöchsten Spielklasse in Chile.

## Geschichte
Der Club Deportivo Trasandino de Los Andes wurde am 1. April 1906 in der Stadt Los Andes, mit heutzutage etwas mehr als 50.000 Einwohnern in der Región de Valparaíso im Westen Chiles gelegen, gegründet. Gründungsväter waren Arbeiter der Transandenbahn, die dem neu gegründeten Verein auch den Namen Trasandino verschaffte. Damit gehört Trasandino de Los Andes zu den alten Vereinen des chilenischen Fußballs, auch wenn man insgesamt auf eine weniger erfolgreiche Vereinsgeschichte zurückblicken kann. So verkehrte die Mannschaft während des ersten halben Jahrhunderts ihres Bestehens im tiefen regionalen Amateurfußballs der Región Valparaíso. Ab 1952 spielte der Verein dann aber in der neu ins Leben gerufenen Segunda División, damals zweithöchste Liga in Chile. Dort verbrachte der Klub viele Jahre und spielte oftmals um den Aufstieg in die Primera División mit, konnte diesen dann jedoch nie unter Dach und Fach bringen. 1969 erlebte Trasandino de Los Andes allerdings eine sehr schwache Spielzeit und stieg als Tabellenletzter der Segunda División in die dritte Liga ab. Fünf Jahre später war man wieder aufgestiegen und konnte sich in der Folgezeit erneut in der Segunda División etablieren.
Im Jahre 1985 benannte sich Trasandino de Los Andes um und spielte fortan unter der Bezeichnung Cobreandino. Im gleichen Jahr spielte man auch eine ausgezeichnete Saison in der zweiten chilenischen Fußballliga und erreichte in den Playoffs um den Erstligaaufstieg das Finale, wo man auf CD Arturo Fernández Vial traf. Nachdem beide Teams je ein Finalspiel für sich entscheiden konnten, musste ein Entscheidungsspiel ausgetragen werden, um über den Aufsteiger in die Primera División zu entscheiden. In diesem setzte sich Cobreandino de Los Andes am 26. November 1985 in Talca mit 1:0 durch und schaffte die erstmalige Promotion für die Primera División. Dort spielte Cobreandino als Aufsteiger eine gar nicht so schlechte Saison und belegte punktgleich und mit dem besseren Tordifferenz gegenüber dem direkten Konkurrenten Audax Italiano La Florida den ersten Nichtabstiegsplatz. Da Audax Italiano das entscheidende direkte Duell jedoch gewonnen hatte, musste Cobreandino de Los Andes nach nur einem Jahr Erstligazugehörigkeit schon wieder den Gang zurück in die Segunda División antreten. Nach dem Abstieg aus der ersten Liga spielte Cobreandino auch in der Segunda División gegen den Abstieg und musste 1991 sogar in Liga drei absteigen. 
Ein Jahr später wurde der Verein neu gegründet und hieß fortan wieder Trasandino de Los Andes, was auch bis heute aktuell ist. Im Ligabetrieb verschwand man in den folgenden Jahren jedoch völlig von der Bildfläche und spielte lange Jahre nur regional. Mittlerweile ist Trasandino de Los Andes wieder bis in die drittklassige Segunda División Profesional vorgedrungen, in der man in der abgelaufenen Saison (2013/14) den sechsten Platz belegte.

## Erfolge
- Primera B: 1× (1985)
- Tercera División: 1× (2012)
- Cuarta División: 1× (1992)

## Bekannte Spieler
- Lizardo Garrido, chilenischer WM-Teilnehmer von 1982 und 44-facher Internationaler, spielte insgesamt dreizehn Jahre für Colo-Colo Santiago, 1978 ein Jahr bei Trasandino de Los Andes unter Vertrag
- Iván Zamorano, erfolgreicher chilenischer Stürmer und langjähriger Akteur von Real Madrid, Inter Mailand und dem FC Sevilla, 1986 für ein Jahr von CD Cobresal an Trasandino de Los Andes ausgeliehen